# Shirō Ishii
Shirō Ishii (jap. 石井 四郎 Ishii Shirō; ur. 25 czerwca 1892, zm. 9 października 1959) – japoński lekarz, mikrobiolog, zbrodniarz wojenny, dowódca Jednostki 731 Cesarskiej Armii Japońskiej podczas wojny chińsko-japońskiej.

## Życiorys
Urodzony w wiosce Chiyoda w powiecie Sanbu, w prefekturze Chiba. Studiował medycynę na Uniwersytecie w Kioto. Był przypisany do pierwszego szpitala wojskowego i Wojskowej Szkoły Medycznej w Tokio w 1922. Za swoje osiągnięcia w pracy został skierowany na podyplomowe studia na Cesarskim Uniwersytecie w Kioto w 1924. 
W 1928 Ishii rozpoczął swoją dwuletnią podróż po świecie zachodnim. Podczas swych podróży interesował się efektami działania broni biologicznej i chemicznej oraz ich rozwojem podczas I wojny światowej i w późniejszym okresie. Wyniki jego badań pozwoliły mu na zdobycie poparcia ministra wojny Sadao Arakiego.
W 1932 rozpoczął wstępne eksperymenty.

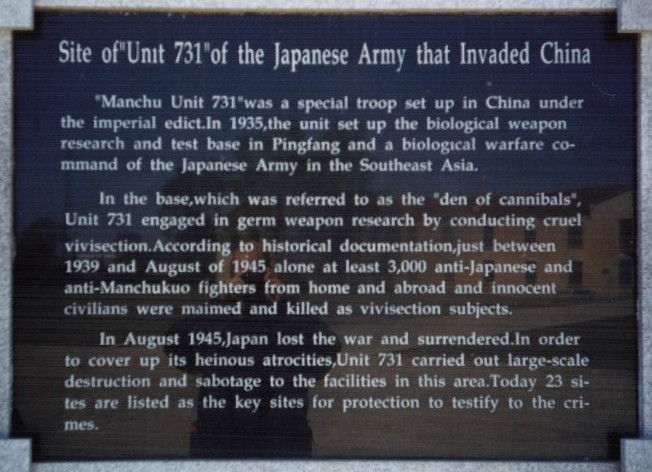
Tablica upamiętniająca ofiary Jednostki 731

W 1935 została sformowana Jednostka 731, zajmująca się bronią biologiczną pod przykryciem jednostki uzdatniającej wodę. Generał Ishii nadzorował budowę dużego kompleksu dla jednostki – ponad 150 budynków na 6 km² niedaleko miasta Harbin w Mandżukuo.
W 1942 Ishii rozpoczął testy z bronią biologiczną i konwencjonalną na chińskich żołnierzach i cywilach. Dziesiątki tysięcy ofiar zmarło na dżumę, cholerę, z powodu wąglika i innych chorób. Jego oddział przeprowadzał również eksperymenty paramedyczne, takie jak wiwisekcje, aborcje oraz wywoływanie udarów i zawałów serca.
W 1945 japońscy żołnierze wysadzili siedzibę Jednostki 731 w ostatnich dniach wojny. Ishii wydał rozkaz zamordowania pozostających przy życiu więźniów, aby zatrzeć ślady eksterminacji.
W wyniku działań Jednostki 731 zmarło od trzech do dziesięciu tysięcy ofiar.
W 1946 dowództwo armii Stanów Zjednoczonych zawarło układ z dowódcami Jednostki 731 gwarantujący im nietykalność, w zamian za wyniki badań nad zastosowaniem broni biologicznej i chemicznej.
Zmarł 9 października 1959 w Tokio na nowotwór złośliwy.
Prawda wyszła na jaw w 1989, gdy podczas prac budowlanych w Japonii odkryto ciała więźniów.
W 2011 roku zakończyło się szukanie lokali zastępczych dla osób mieszkających w budynku stojącym na miejscu dawnej Akademii Medycznej w Tokio, gdzie po kapitulacji pochowano ofiary eksperymentów Jednostki 731. Umożliwiło to rozpoczęcie prac archeologicznych.